# New Health Rock
New Health Rock est une chanson EP du groupe TV On The Radio composée en 2004.

## Titres
1. New Health Rock
2. The Wrong Way
3. Modern Romance

## Jeux vidéo
Ce morceau est présent dans Juiced et dans Driver: Parallel Lines.